# Bilderverbot im Islam

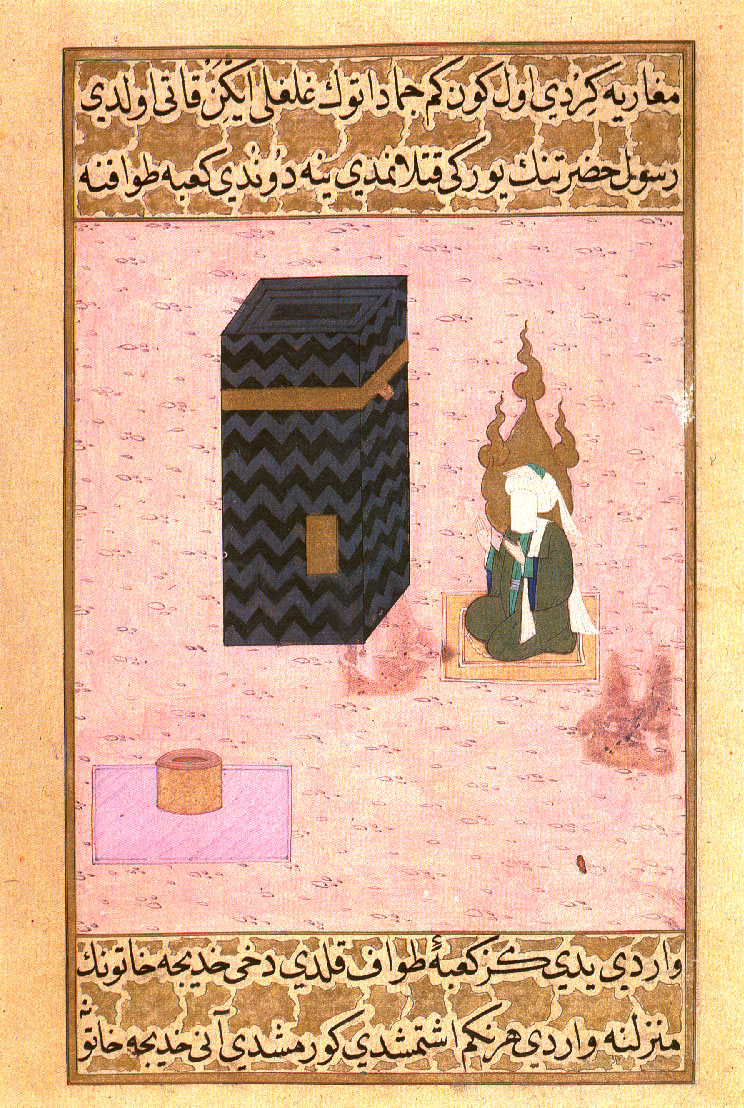
Der Prophet Mohammed vor der Kaaba (türkische Buchmalerei aus dem Siyer-i Nebi, 16. Jahrhundert). Sein Gesicht wird nicht dargestellt.

Das Bilderverbot im Islam (vor allem im sunnitischen Islam) ist das Ergebnis einer in der islamischen Traditionsliteratur und Jurisprudenz kontrovers geführten Diskussion über die Legitimität bildlicher Darstellungen von Menschen und Tieren sowohl im profanen als auch im religiösen Bereich. Die arabischen Begriffe für eine bildliche Darstellung sind صورة sura, DMG ṣūra ‚Bild, Zeichnung, Figur, Statue‘ und تمثال timthal, DMG timṯāl ‚bildliche Darstellung, Statue‘, letzteres meistens dreidimensional.

## Der Koran und bildliche Darstellungen
Der Koran enthält kein Bilderverbot. Die älteste erhaltene Abbildung des islamischen Propheten Mohammed (* 570er Jahre; † 632) stammt aus dem Jahr 1250. In einigen Koranversen wird Gott (arabisch: Allah) als der größte Bildner und Schöpfer dargestellt: Sure 3, Vers 6; Sure 7, Vers 11; Sure 40, Vers 67. In Sure 59, Vers 24, wird er als „der Schöpfer, Erschaffer und Gestalter“ gepriesen. In der Koranexegese werden die obigen Koranstellen nicht mit einem Bilderverbot in Zusammenhang gebracht, es geht um göttliche Attribute (ṣifāt Allāh) und allmächtige Schöpferkraft.
In dem Zusammenhang auch in islamischer theologischer Literatur häufiger zitiert werden zudem Sure 5, Vers 90, und Sure 6, Vers 74, die sich jedoch offensichtlich nicht gegen Bilder an sich als vielmehr gegen ihre Verehrung und damit gegen Polytheismus und Götzendienst richten. Wirksamkeit und Einhaltung des islamischen Bilderverbots sind dennoch bis in die Gegenwart vorhanden, leiten sich jedoch grundsätzlich eher aus den Traditionssammlungen denn aus der Offenbarungsschrift ab. „Speziell im sakralen Bereich, d. h. in den Moscheebauten sowie in den Koranhandschriften, finden sich so gut wie gar keine Bilder von lebenden Wesen.“
Bishr Farès schließlich wies darauf hin, dass etwa der islamische Gelehrte al-Qurtubī in seinem Korankommentar Tafsīr Aḥkām al-Qurʾān behauptet habe, das Verbot der Herstellung von Bildern sei aufgrund einzelner koranischer Geschichten wie jener, nach der Salomo sich von den Dschinn Bildwerke habe fertigen lassen und Jesus Tauben aus Ton gebildet habe, um sie anschließend zum Leben zu erwecken, nicht unumstritten gewesen.

## Bilderfeindlichkeit und -verbot in der Hadith-Literatur
Der erste schriftlich überlieferte Beleg gegen bildliche Darstellungen ist erst in der Hadith-Literatur im späten 8. Jahrhundert im Muwaṭṭaʾ al-Muwatta' / الموطأ des Mālik ibn Anas nachweisbar. Als Umm Habiba und Umm Salama – zwei Ehefrauen Mohammeds – über die Māriya-Kirche Abessiniens und über die dortigen bildlichen Darstellungen dem Propheten kurz vor dessen Tod berichteten, soll er der Tradition zufolge geantwortet haben:

„Wenn unter denen ein frommer Mann stirbt, bauen sie über seinem Grab eine Gebetsstätte und bringen darin diese Bilder an. Solche Leute sind vor Gott am Tage der Auferstehung die schlechtesten Geschöpfe.“

Mit der Entstehung der kanonischen Hadith-Sammlungen, deren Verfasser zwischen 870 und 915 gestorben sind, kamen auch weitere Aussprüche Mohammeds in Umlauf, die seine persönliche Abneigung gegenüber bildlichen Darstellungen zum Ausdruck brachten. Auch in den vier Büchern der Zwölfer-Schiiten lassen sich bilderfeindliche Überlieferungen finden. Eine genau beschriebene und geforderte Bestrafung für die Herstellung und Benutzung bildlicher Darstellungen im Diesseits ist allerdings auch nicht im Hadith überliefert; die nur im Jenseits angedrohte Höllenstrafe soll den Menschen von der Bilder- und Skulpturenherstellung und vom Besitz derselben abschrecken. Der deutsche Orientalist Rudi Paret hat einige Hadithe mit ähnlichem, bilderfeindlichem Inhalt zusammengestellt und in einer dieser Frage gewidmeten Studie die mögliche Entstehungszeit der Diskussionen über ein Bilderverbot in islamischen Gelehrtenkreisen dargestellt. Anhand der kanonischen Traditionssammlungen stellt er vierzehn Überlieferungsvarianten zusammen, die mehr oder weniger für ein Bilderverbot sprechen und die Diskussionen darüber dokumentieren.
Bei der zeitlichen Einordnung der Hadithmaterialien ergeben sich aus den dort geschilderten Begleitumständen einige historisch verwertbare Fixpunkte, die in den Datierungsfragen der Diskussionen von Bedeutung sind. Den folgenden Hadith qudsi aktualisiert man während des Besuchs im Haus von Marwan ibn al-Hakam, in dem Bilder angebracht wurden. Daraufhin zitierte der Prophetengefährte Abū Huraira († 679) den Spruch:

„Und wer ist frevelhafter, als wer sich anschickt, so zu schaffen, wie ich [Gott] schaffe…“

Dieser Anschauung, nach der eine solche Schöpferkraft allein Gott eigen sei, ist im islamischen Schrifttum mehrfach dokumentiert; ihr liegt der Koran zugrunde, in dem Gott zu Jesus spricht:

„und (damals) als du mit meiner Erlaubnis aus Lehm etwas schufst, was so aussah wie Vögel, und in sie hineinbliesest, so daß sie mit meiner Erlaubnis (schließlich wirkliche) Vögel waren…“

Das Haus des Marwan – von 662 bis 669 und von 674 bis 677 Statthalter von Medina – ist bekannt und seine Baugeschichte literarisch belegt.
In die gleiche Zeit führt auch eine weitere Tradition:

„Diejenigen, die diese Bilder verfertigen, werden am Tag der Auferstehung bestraft werden. Man wird zu ihnen sagen: 'Macht lebendig, was ihr geschaffen habt!' …“

Dieser Spruch soll den frühen Koranexegeten Mudschāhid ibn Dschabr (†722) veranlasst haben, sogar die bildhafte Darstellung von Früchte tragenden Bäumen für verwerflich zu erklären und seine Ansicht mit dem obigen Hadith qudsi zu begründen: „Und wer ist frevelhafter, als wer sich anschickt, so zu schaffen, wie ich (Gott) schaffe …“
Eine weitere Tradition, die in den kanonischen Traditionssammlungen mehrfach überliefert wird, ist inhaltlich mit dem obigen Hadith verwandt:

„Von demjenigen, der ein Bild macht, wird am Tag der Auferstehung verlangt werden, daß er ihm Lebensodem (rūḥ, siehe auch Ruach) einhaucht. Das wird er aber nicht tun können.“

Der melchitische Theologe Theodor Abū Qurra († um 820) zitiert diesen Spruch fast wörtlich.
Insgesamt bieten die von Paret erörterten Hadithe somit Anhaltspunkte dafür, die Diskussionen über das Verbot bereits in den letzten Jahrzehnten des 7. und zu Beginn des 8. Jahrhunderts anzusetzen. Dem stehe „nicht entgegen, daß Einzelheiten der Ausführungsbestimmungen erst in der späteren juristischen Literatur erörtert und entschieden worden sind, so etwa die Frage, von welchem Grad der Zerstörung an das Bild eines Lebewesens nicht mehr unter das Verbot fällt“. K. A. C. Creswell und Oleg Grabar setzen den Beginn der Diskussion um ein Bilderverbot hingegen erst in der späten zweiten Hälfte des 8. Jahrhunderts an.

## Historische Dokumentation
Der berühmte Historiker at-Tabarī, dessen Wirken in das späte 9. Jahrhundert fällt, berichtet nach älteren Quellen, dass nach der arabischen Eroberung von Ktesiphon (al-Mada'in) der Feldherr Saʿd ibn Abī Waqqās den verlassenen, prachtvollen Palast des sassanidischen Herrschers (Kisra) betrat und durch das Rezitieren einer Koranstelle (Sure 44, Vers 25–26) seine Bewunderung über die Säulenhallen zum Ausdruck brachte.

„Dann verrichtete er dort das Morgengebet, nicht das Gemeinschaftsgebet, sondern betete acht Körperverbeugungen (Rukūʿ) nacheinander. Er machte den Ort (somit) zu einer Gebetsstätte, worin sich Gipsfiguren, Fußvolk und Reiter befanden. Weder er noch die (anderen) Muslime haben daran Anstoß genommen, sie beließen (die Figuren) wie sie waren. Sa'd vollendete das Gebet am Tage als er die (Stadt) betrat, da er dort residieren wollte. Das erste Freitagsgebet, das man im Irak für alle (Muslime) durchführte, war in Ktesiphon im Safar des Jahres 16 (März 637).“

Diesem Bericht zufolge gab es um die Zeit der ersten Eroberungen gar kein Bilderverbot. Denn nicht einmal die Überlieferer dieses Ereignisses scheinen daran Anstoß genommen zu haben, dass ihre Vorfahren aus einem Ort mit bildlichen Darstellungen eine islamische Gebetsstätte geschaffen haben. Die erst später belegbare Scheu vor bildlichen Darstellungen ist unter den ersten Umayyaden nicht dokumentiert; unter dem Kalifen Mu'awiya I. – regiert zwischen 661 und 680 – finden sich Herrscherporträts auf arabischen Münzen. Erst mit der Münzreform in der ersten Hälfte des 8. Jahrhunderts setzt sich eine bilderfeindliche Haltung allmählich durch. Während die letzte umayyadische Münze – unter sassanidischem Einfluss – mit dem Bild des Kalifen Abd al-Malik aus dem Jahre 703 stammt, tragen die Münzen der Folgezeit nur noch arabische Inschriften.

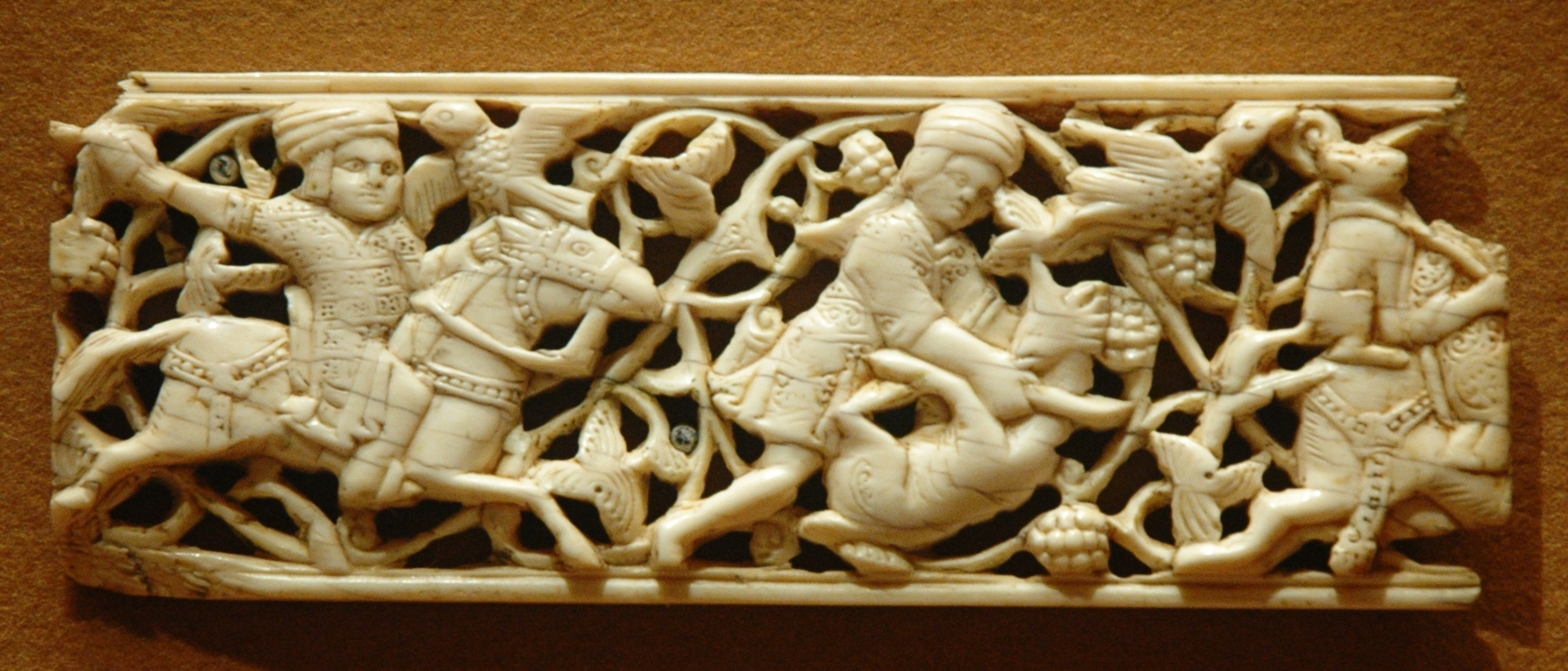
Darstellung von Jägern auf einer fatimidischen Elfenbeinschnitzerei (Ägypten, 11./12. Jh.)

Die bildliche Darstellung von Menschen erfolgte vor allem in zwei Phasen der islamischen Geschichte: Während die erste die Umayyaden- und frühe Abbasidenherrschaft zwischen dem 7. und 10. Jahrhundert umfasst, begann die zweite unter den Fatimiden im 10./11. Jahrhundert und erreichte ihren Höhepunkt in der Buchmalerei des späten 12. und 13. Jahrhunderts im islamisch geprägten Mesopotamien.
Auf 'Abd al-Malik geht auch die Initiative zum Bau des Felsendoms in Jerusalem zurück, der sich im Innenraum durch reichhaltige Rankelemente und Mosaiken nach byzantinischem Vorbild auszeichnet.

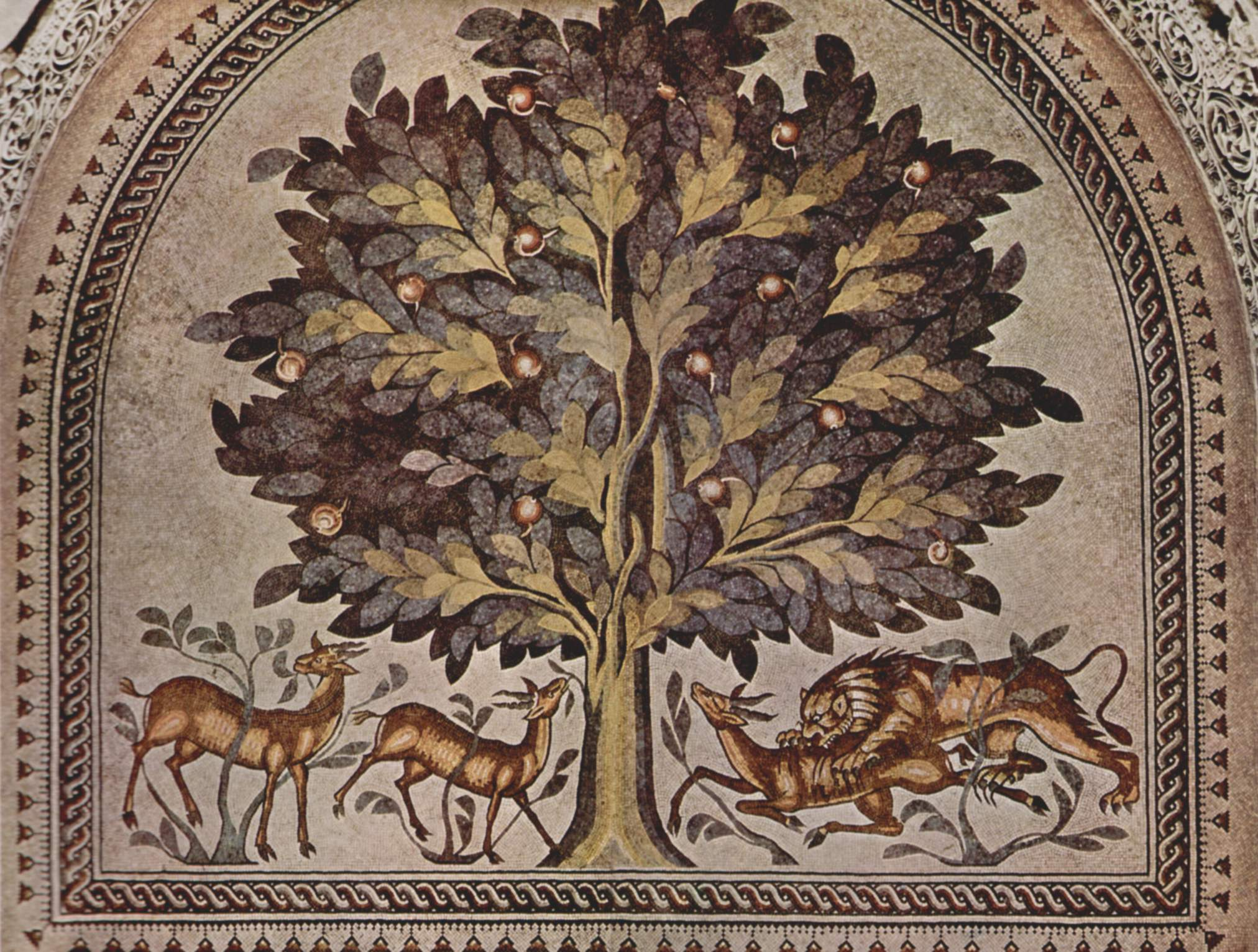
Jagdszene im Hischam-Palast

Seine Nachfolger Hischam und al-Walid II. regierten zwischen 724 und 744 und waren die Bauherren der prachtvollen Khirbat al-Mafdschar خربة المفجر / Ḫirbatu ʾl-mafǧar – Hischam-Palast genannt – bei Jericho, eines Wüstenpalastes, der wiederum mit seinen großzügigen Darstellungen in Mosaiken und Skulpturen zu den schönsten Zeugen islamischer Baukunst aus der ersten Hälfte des 8. Jahrhunderts zählt. Viele der Skulpturen, der Kalif, halbnackte Frauen, Jagdszenen, allesamt unter byzantinischem – oder nabatäischem – Einfluss stehend, ferner Teile der Gebetsstätte Musallā المصلى / al-muṣallā sind heute im Rockefeller-Museum in Jerusalem ausgestellt. Ein weiteres Beispiel stellt Qusair 'Amra mit seinen Fresken unbekleideter Frauen aus derselben Zeit dar. Al-Hakam II. (gestorben 976) ließ in Madinat az-zahra' مدينة الزهراء / madīnatu ʾz-zahrāʾ bei Córdoba einen mit menschlichen Figuren ausgeschmückten Brunnen aufstellen.
Auch im Innenraum der Ka'ba waren Skulpturen aufgestellt, die der im Jahr 736 verstorbene mekkanische Gelehrte 'Ata' ibn Abi Rabah noch selber gesehen hat: die Figuren Jesu und Marias sind erst im Jahre 692, während des Brandes der Ka'ba unter dem „Gegenkalifen“ Abdallah ibn az-Zubair, vernichtet worden.
Das Edikt des Umayyadenkalifen Yazid ibn 'Abd al-Malik über die Zerstörung von Bildern in christlichen Kirchen auf seinem Staatsgebiet im Jahre 721 oder 722 ist im Zusammenhang mit dem damals entfachten Byzantinischen Bilderstreit zu sehen.

## Die islamische Jurisprudenz
Da weder der Koran noch die Hadith-Literatur eindeutige Belege für ein Bilderverbot im Islam liefern, war die islamische Jurisprudenz (fiqh) gefordert, rechtsverbindliche Regelungen in dieser Frage zu treffen. Die islamischen Rechtsgelehrten vertreten über die bildliche Darstellung von Mensch und Tier drei, zum Teil kontroverse Ansichten:
- Darstellungen sind nicht verboten, haram, soweit sie nicht als Gegenstände der religiösen Verehrung – neben dem einzigen Gott – dienen. Die Darstellung Gottes ist selbstverständlich tabu, die Beschreibung seiner Attribute und seines Wesens in theologischen Schriften ist nicht Gegenstand der Jurisprudenz.
- Darstellung von Gegenständen, die „Schatten werfen“, also Skulpturen, ist verboten, Zeichnungen von denselben auf Papier, Wänden, in Textilien, sind nicht verboten, aber verwerflich (makrūh). Sind Personen oder Tiere ohne Kopf, oder in anderer Hinsicht nicht vollständig dargestellt, aber werfen Schatten, so sind sie erlaubt. Das im Orient und in Nordafrika verbreitete Schattentheater ist somit islamrechtlich legalisiert, da die Figuren durchlöchert sind und somit keine „Seele“ (ruh) haben können.
- die Darstellung von Lebewesen, Mensch und Tier, ist in jeder Hinsicht verboten.

Alle drei Richtungen können aus der Hadith-Literatur entsprechende, auf Mohammed zurückgeführte Aussagen als Argumentationsgrundlage für ihre Lehre anführen.
Mehrere Hadithe, sowohl Prophetensprüche als auch Aussagen der Prophetengefährten, setzen sich in diesem Zusammenhang mit dem Schachspiel schatrandsch / شطرنج / šaṭranǧ auseinander. Das Verbot des Schachspiels ist begründet, weil dabei Figuren, die Schatten werfen, verwendet werden und weil das Spiel (lahw) an sich vom Gebet ablenkt. Dagegen wird das zur Zeit Saladins neu aufgekommene Schattenspiel geduldet, da die Figuren „durchlöchert“ (muṯaqqab) und somit keine Lebewesen sind.
Ein weiterer Gegenstand, dessen Darstellung im Islam verboten ist, ist das Kreuz (salib) صليب / ṣalīb, das Symbol der Christen. Es ist nicht nur das Symbol der Rum, der Byzantiner, der Feinde des Islam, sondern wird am Tage der Auferstehung von Isa bin Maryam selbst zerstört – so heißt es zumindest in mehreren auf den Propheten zurückgeführten Hadithen in den kanonischen Traditionssammlungen. Der Prophet soll, weiteren Traditionen zufolge, das Kreuz in seiner Umgebung und die Muster desselben aus Kleidungsstücken, wohl durch christliche Händler zu den Arabern gelangt, entfernen haben lassen.
Die gleiche Geisteshaltung drückt man in einem bei Ahmad ibn Hanbal erhaltenen Hadith aus, in dem man Mohammed wie folgt sprechen lässt:

„Gott hat mich als Gnade und Rechtleitung an die Menschheit gesandt und befahl mir, die Blas- und Saiteninstrumente, die Idole, das Kreuz und die Dschahiliyya-Sitten zu zerstören.“

Schon in den ältesten Schriften der islamischen Jurisprudenz ist die öffentliche Aufstellung des Kreuzes durch die unter islamischer Herrschaft lebende nicht-muslimische Bevölkerung in den Siedlungsgebieten der Muslime schari'a-rechtlich untersagt.
Wie bildliche Darstellungen von Menschen, Tieren und Gegenständen, die „Schatten werfen“, darf der Muslim kein Kreuz herstellen, seine Herstellung nicht anordnen oder damit Handel treiben.
Generell lässt sich feststellen, dass die bildliche Darstellung in Kunst und Architektur desto stärker vermieden wird, je
- näher das Bau- oder Kunstwerk dem religiösen Bereich steht (z. B. die Moschee und ihr Inventar),
- glaubensstrenger das Umfeld (Auftraggeber, Künstler, Herrscher) ist, in dem ein Bau- oder Kunstwerk entsteht,
- mehr Menschen der Bereich zugänglich ist, in dem sich ein Bau- oder Kunstwerk befindet.

Man kann davon ausgehen, „daß das Bilderverbot, das ja von Theologen überliefert, juristisch formuliert und innerhalb gewisser Grenzen auch überwacht wurde, vor allem in der sakralen Kunst beachtet worden ist: besonders natürlich in Moscheen, aber auch in anderen öffentlichen Bauten, weiter auf Grabsteinen und, was die Buchkunst angeht, in Koranhandschriften.“ Dies gilt allerdings mit Einschränkungen. In einem im Jahre 1930 in Istanbul erworbenen Koranexemplar sind mehrere Abbildungen erhalten. Der unbekannte Kopist, der das Buch 1816 anfertigte, war ein Schüler eines gewissen Dāmād ʿUṯmān ʿAfīf Zādeh († 1804). Die schwarz-weißen Zeichnungen sind dem Korantext später hinzugefügt worden und stellen Episoden aus dem Leben Mohammeds im Kreis seiner Gefährten dar.
Dass von einem absoluten Bilderverbot im Islam nicht die Rede sein kann, zeigen zahlreiche Beispiele in der islamischen Kunst: Repräsentative Räume, Paläste und Badeanlagen sind im profanen Bauwesen ohne bildliche Darstellungen genauso wenig vorstellbar wie in der erbaulichen Literatur (adab), z. B. in den Makamen von al-Hariri oder im Fabelwerk Kalīla wa Dimna. In medizinischen und naturwissenschaftlichen Werken aus dem arabisch-islamischen Kulturraum ist die Darstellung lebender Wesen ebenfalls häufig.

## Islamische Bilder Mohammeds

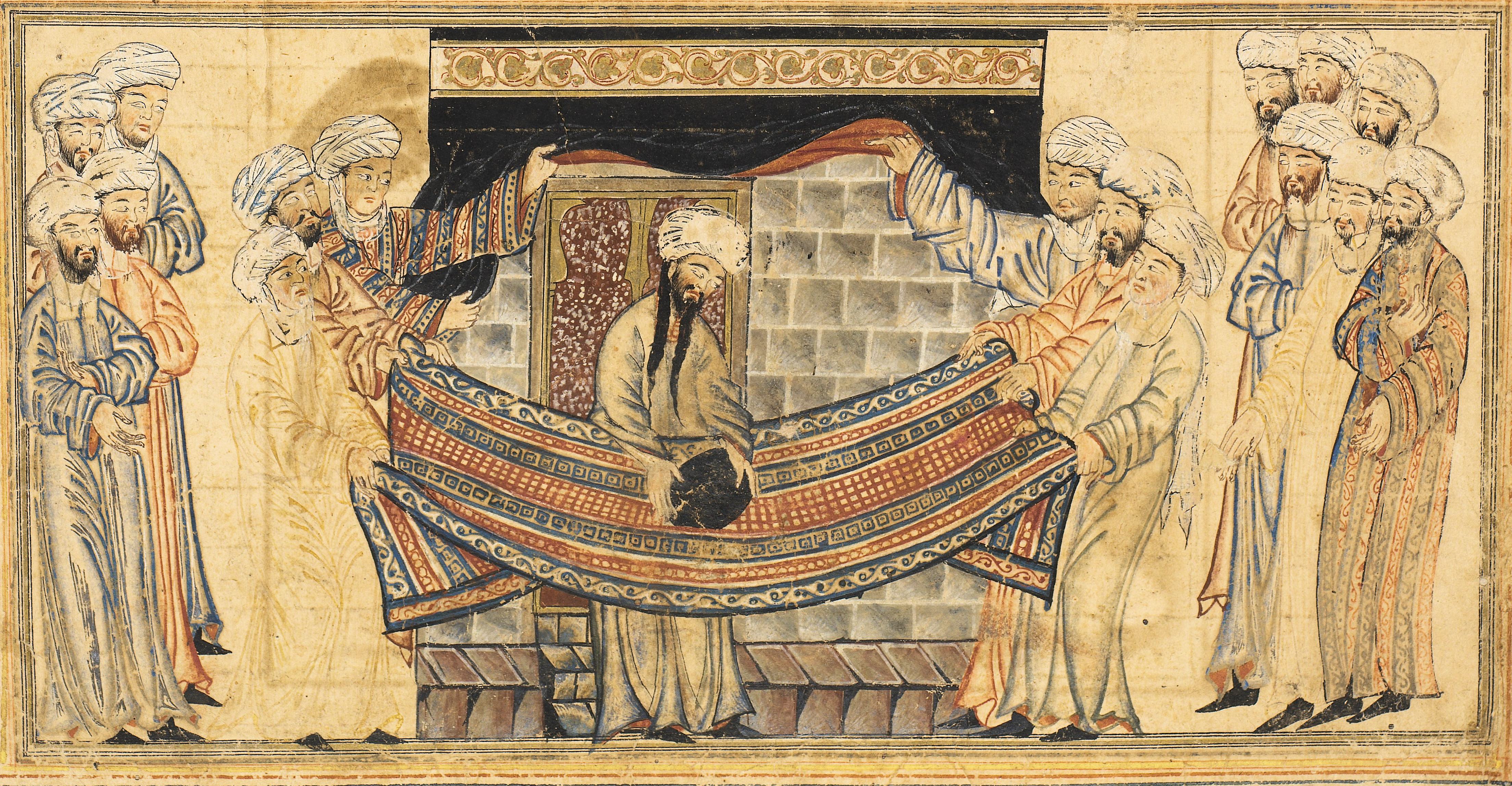
Der Prophet Mohammed bei der Schlichtung des Streits über den Schwarzen Stein. Aus dem Dschami' at-tawarich, 14. Jahrhundert

Die Darstellung des Propheten wird im islamischen Kulturraum unterschiedlich bewertet. In Verbindung mit der großen Bedeutung des Wortes, gleichsam als Träger der Offenbarung, führt das Vermeiden bildlicher Darstellungen zu einer überragenden Rolle von Schrift (Kalligraphie) und Ornament in der islamischen Kunst. Dabei wird die Schrift häufig selbst zum Schmuck, oder Ornamente werden schriftähnlich gestaltet.
Bilder Mohammeds sind daher selten; sie finden sich hauptsächlich als Buchmalereien in persischen und osmanischen Manuskripten. Bilder dieser Art traten zuerst ab der zweiten Hälfte des 13. Jahrhunderts im Reich der zum Islam übergetretenen mongolischen Ilchane auf. Die älteste bekannte bildliche Darstellung Mohammeds findet sich als Illustration in einer Handschrift des Varqa va Gulshāh von ‘Ayyuqi, die in Istanbul im Topkapı-Palast aufbewahrt ist. Die Illustration zeigt Mohammed mit vier Kalifen, wurde etwa in der Mitte des 13. Jahrhunderts geschaffen und entstand vermutlich in Iran oder im seldschukischen Anatolien. Mohammeds Nachtreise war ein besonders beliebtes Motiv. Anfänglich zeigten die Bilder eine Darstellung von Mohammeds Gesicht, oft von einem Heiligenschein oder einer flammenden Aureole umgeben; ab dem 16. Jahrhundert wurde dazu übergegangen, sein Gesicht aus Pietät hinter einem Schleier zu verbergen oder Mohammed nur als Flamme darzustellen. Die Buchmalereien waren nicht Teil des öffentlichen Lebens, sondern dienten der privaten Erbauung von Herrschern und wohlhabenden Patronen, die diese Bilder für sich anfertigen ließen. In Iran findet man dagegen heute populäre Bilder von Mohammed, die als Postkarten oder Poster verkauft werden.

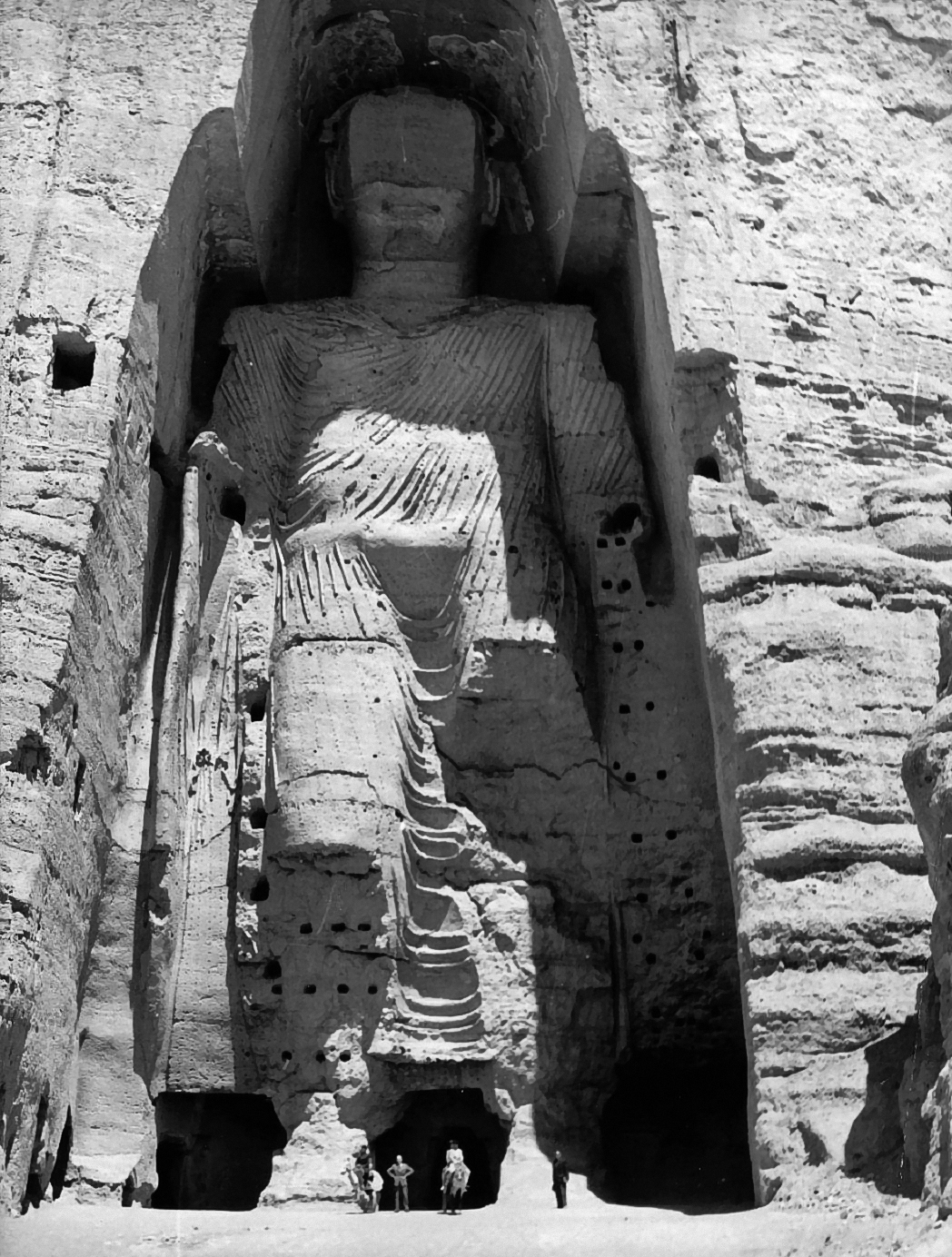
Buddha-Statue in Bamiyan (Afghanistan) – bis zu ihrer Zerstörung durch die Taliban (2001) war sie mit etwa 55 m Höhe eine der weltweit größten Buddha-Statuen.

## Islamischer Ikonoklasmus
In der Geschichte fanden zahlreiche ikonoklastische Zerstörungen von Bildwerken anderer Kulturen und Religionen durch Muslime statt; ganz stark haben die buddhistischen, hinduistischen und jainistischen Stätten im Norden Indiens gelitten (siehe z. B. Quwwat-ul-Islam-Moschee in Delhi).
Beispiele aus jüngster Zeit sind:
- die Zerstörung der Buddha-Statuen von Bamiyan und von Fresken sowie anderen Ausstellungsstücken der buddhistischen Religion des Museums in Kabul durch islamistisch motivierte terroristische Übergriffe der Taliban im Jahr 2001
- die Attacken talibanischer Milizen mit Sprengsätzen im Nordwesten Pakistans auf jahrtausendealte Buddha-Statuen der Gandhara-Kultur, unter anderem bei Manglore und Jehanabad im Jahr 2007
- die Zerstörungen von assyrischen und parthischen Skulpturen durch Terroristen, die dem sogenannten Islamischen Staat zugeordnet werden, im Museum von Mossul im Jahr 2015
- die Zerstörung der archäologischen Stätten Nimruds im Jahr 2015
- die Sprengung der wichtigsten antiken Ruinen von Palmyra durch Terroristen im Jahr 2015
- die Zerstörung des islamischen Kulturerbes in Saudi-Arabien